# Kościół Wszystkich Świętych w Miszkowicach
Kościół Wszystkich Świętych w Miszkowicach – rzymskokatolicki kościół parafialny parafii pw. Wszystkich Świętych znajdujący się w Miszkowicach w diecezji legnickiej.

## Historia
Wzmiankowany w 1363 r. Pierwotny wzniesiony został w końcu XVI w. Pozostała z niego wieża, do której w latach 1727–1729 dostawiono barokowy korpus. Jest to obiekt jednonawowy z półkoliście zakończonym, niewydzielonym prezbiterium z czworoboczną wieżą zakończoną ażurowym hełmem. We wnętrzu znajduje się gotycka rzeźba Madonny z Dzieciątkiem z II poł. XV. oraz barokowy ołtarz z I poł. XVIII w.
W zewnętrzną elewację wmurowana jest tablica z 1999 r. upamiętniająca wszystkich Chrześcijan, którzy mieszkają i kiedykolwiek mieszkali w Dolinie Złotego Potoku.

## Zabytki
Obraz Adoracja Najświętszej Maryi Panny przez Wszystkich Świętych w ołtarzu głównym, pędzla Petra Brandla. Madonna z Dzieciątkiem, gotyk. Ambona. Stacje Drogi krzyżowej. Organy mechaniczne o 10 głosach.

## Galeria

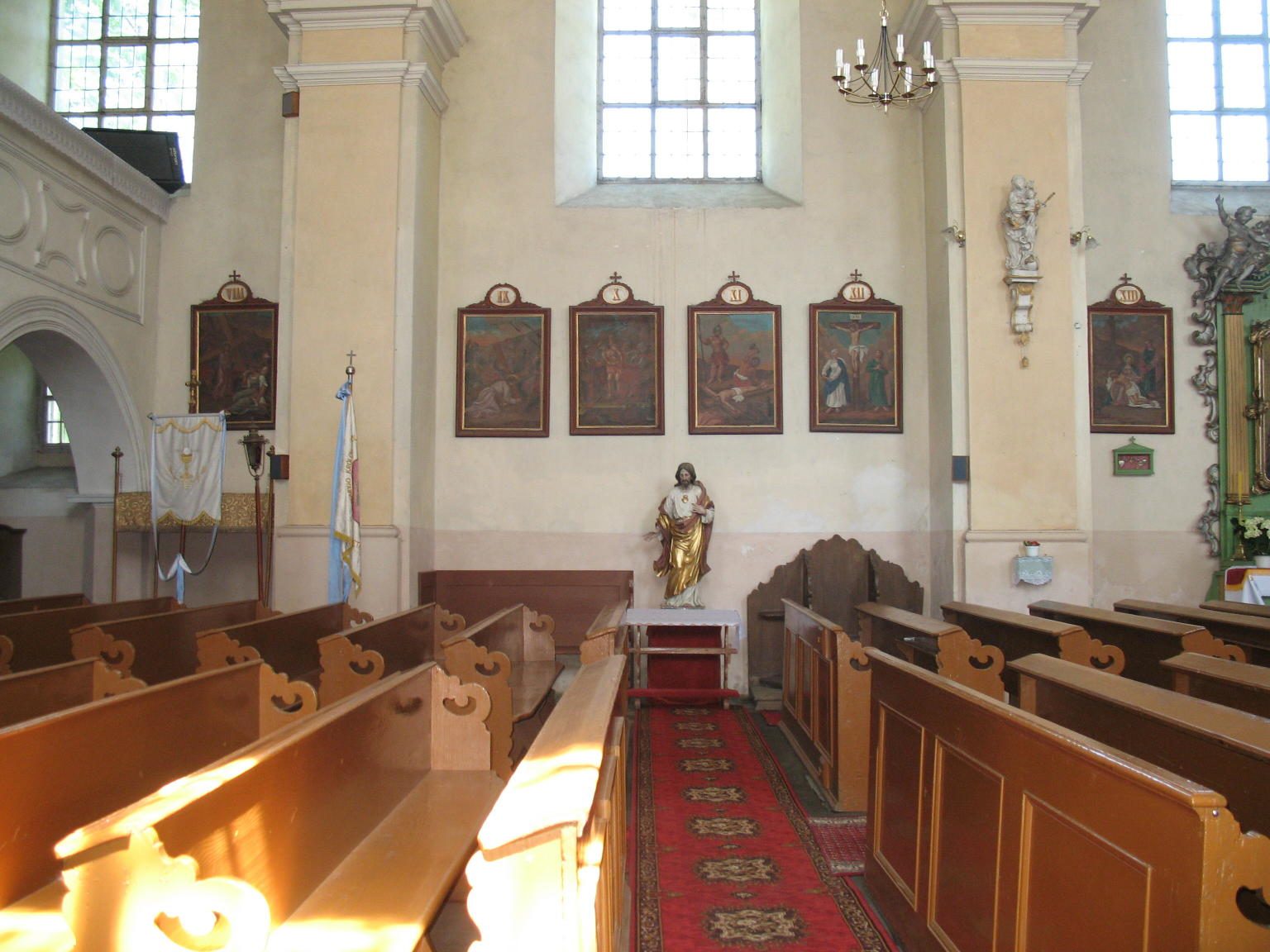
Wnętrze kościoła Wszystkich Świętych w Miszkowicach
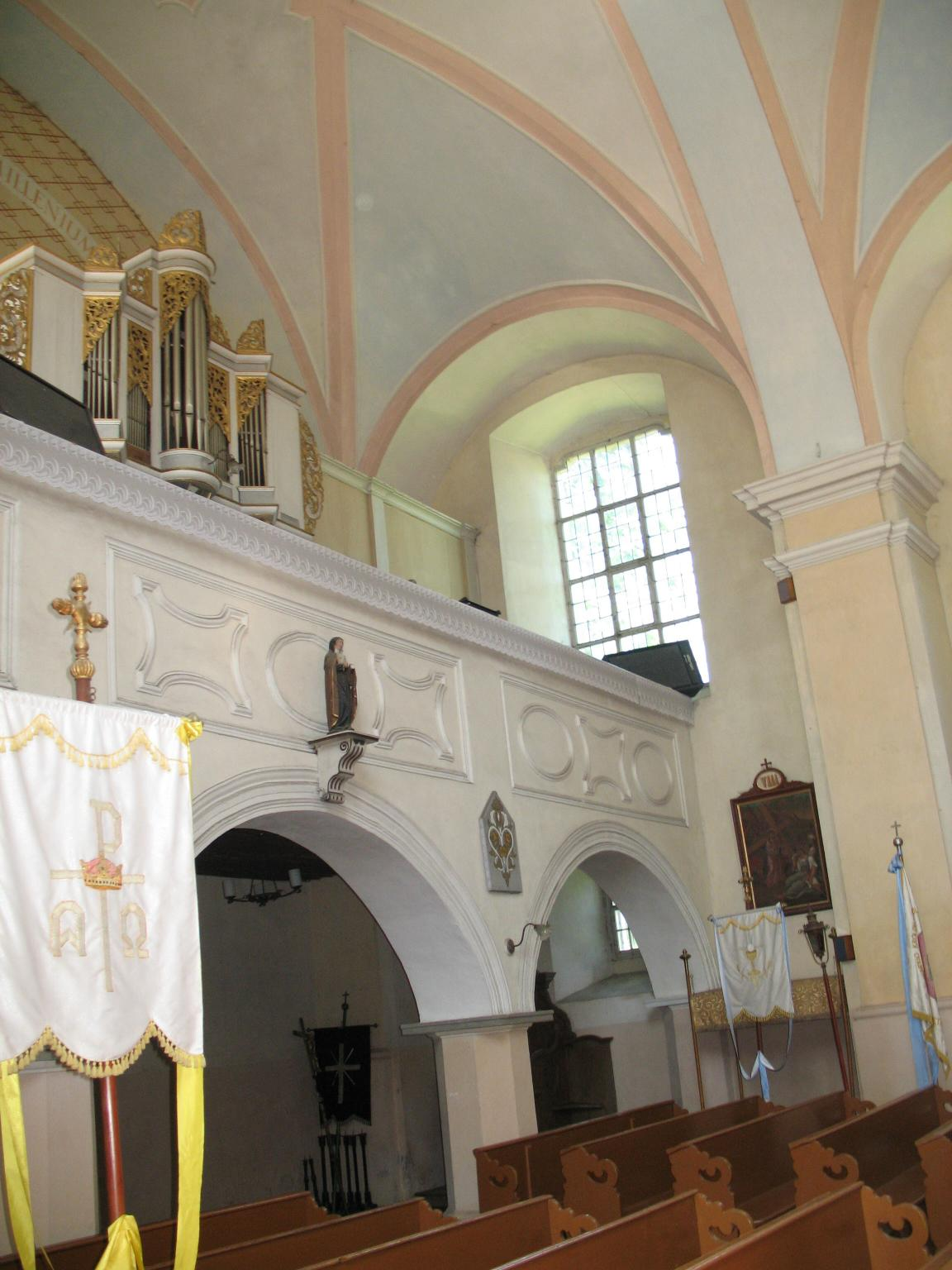
Organy w kościele Wszystkich Świętych w Miszkowicach
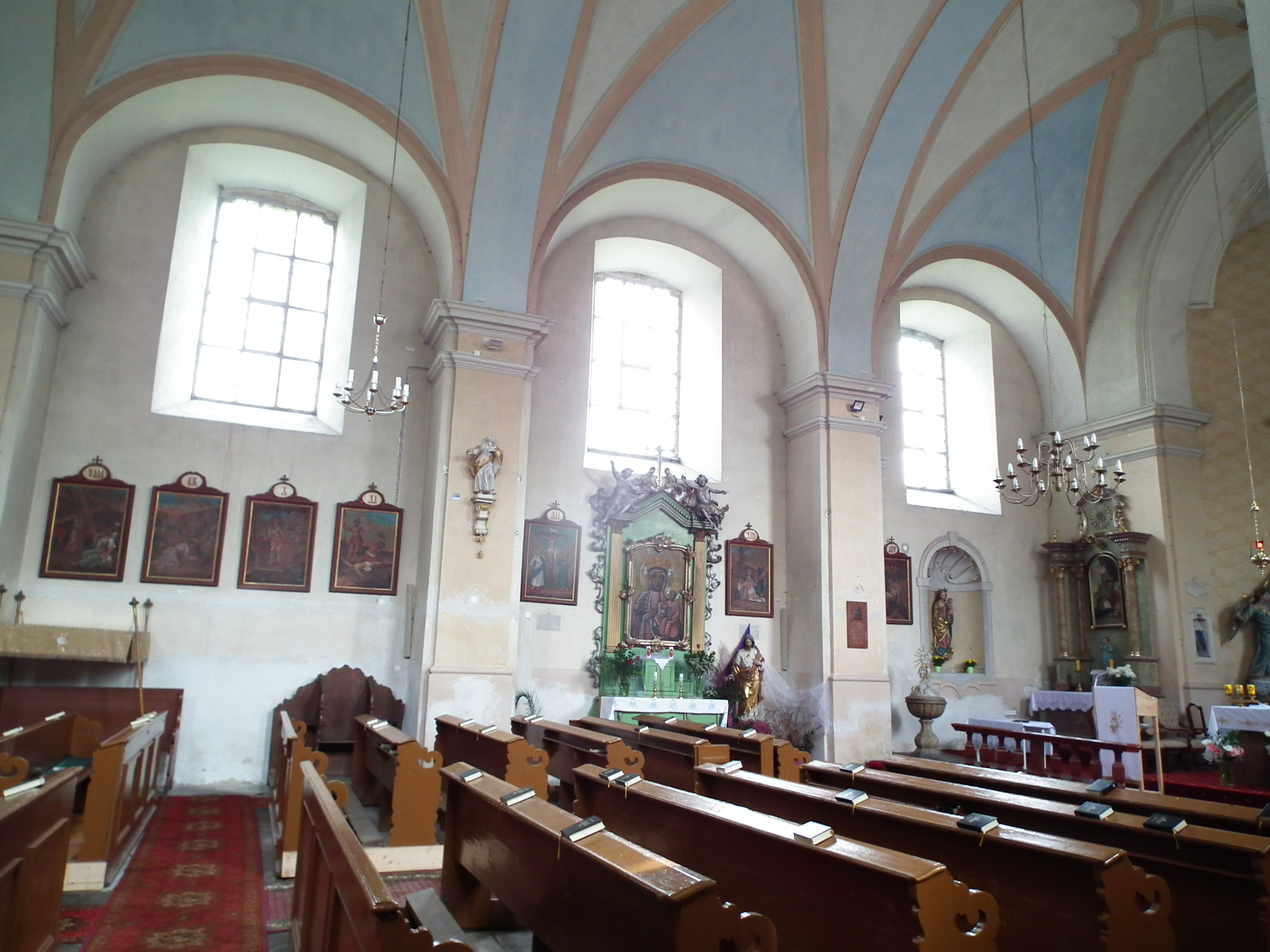
Wnętrze kościoła Wszystkich Świętych w Miszkowicach